# Сулинский металлургический завод
Сулинский металлургический завод (СМЗ) — самый крупный металлургический завод на юге России. Общая площадь земли отведенной под завод составляла около 340Га. В 2000 году предприятие вошло в промышленную группу компаний «МАИР». В январе 2010 года решением Арбитражного суда Ростовской области завод был признан банкротом, было введено конкурсное производство.

## История
Завод был основан Дмитрием Александровичем Пастуховым, который в 1868 году обратился в областное правление Войска Донского с просьбой отвести ему участок земли в районе поселка Сулин Черкасского округа для устройства чугунолитейного и железоделательного завода, на что в 1869 году для этих целей был выделен участок земли размером 312 десятин (341,7 га). В мае 1870 года своё согласие на строительство завода дал император Александр II. 11 июля 1870 года Д. А. Пастухов заключил контракт с правлением Войска Донского, по которому обязался выстроить завод в 3 года.
Фундамент первой доменной печи был заложен в 1870 году, печь была достроена и запущена осенью 1872 года, но первые плавки на антраците не были удачны, и лишь в 1874 году плавка показала хорошие результаты.
Одновременно со строительством доменного цеха велось строительство литейного, прокатного, костыльного и огнеупорного цехов. Литейный цех был построен в 1873 году, прокатный и костыльный — в 1874 году.
Вследствие недостатка средств на развитие завода у Дмитрия Александровича Пастухова, в 1892 году он продаёт его практически за бесценок своему двоюродному брату, ярославскому купцу — Николаю Петровичу Пастухову, у которого было достаточно средств, чтобы произвести расширение и модернизацию завода.
В 1893 году был построен мартеновский цех, рядом с которым в 1895 году была построена 2-я доменная печь. Расширялось литейное и костыльное производство, строился новый прокатный цех. В 1894 году был освоен выпуск водопроводных труб диаметром от 2 до 24 дюймов. В связи с нехваткой специалистов по доменному производству на завод в 1895 году был приглашен известный инженер Михаил Александрович Павлов благодаря которому доменные печи обрели «Второе дыхание».
В период экономического кризиса 1900—1903 годов на заводе неоднократно произошли массовые выступления рабочих, поводом к которым послужили низкие зарплаты и жестокое обращение с рабочими управляющего состава завода. В период революции 1905—1907 годов среди рабочих распространялась газета «Искра».
В 1914 году завод выпускал шрапнельную сталь и другую военную продукцию.
В апреле 1939 года, рабочие завода Н. И. Базовая, А. И. Пасечный, Д. Н. Рубцов награждены орденом Трудового Красного Знамени.
В 1941 году завод выпускал корпуса авиационных бомб.
Во время немецкой оккупации фашисты практически полностью разрушили завод. 14 февраля 1943 года город Красный Сулин был освобождён от немецко-фашистских захватчиков. С первых дней после освобождения рабочие приступили к восстановлению завода. Уже в сентябре и октябре были введены в эксплуатацию мартеновские печи № 1 и № 6, в ноябре — прокатный стан «240». В апреле 1947 года завод был полностью восстановлен.
1951—1960 годы для завода ознаменовались как период крупной модернизации. Если до 1951 года печи работали на газогенераторном топливе, то теперь они были переведены на жидкое топливо, в цехах была смонтирована приточно-вытяжная вентиляция. Паровая машина, которая служила ещё Пастуховым, на стане «240» был заменена мощным электродвигателем, более мощные двигатели были установлены и на обжимной линии стана «250». Было заменено многое устаревшее оборудование. Впервые в Советском союзе было организовано производство губчатого железа и железного порошка. Уже на конец 1955 года, в сравнении с 1950, производство валовой продукции выросло на 80,9 %, стали на 77,8 %, проката на 70,9 %. На новый уровень по обслуживанию рабочих завода была выведена заводская медсанчасть.
В 1960 году завод был переведён на ставропольский газ. Завершено строительство железопроволочного цеха.
В конце 1962 года построен электродный цех.
В 1992 году завод был преобразован в акционерное общество «СМЗ», число рабочих мест насчитывало более 5000 человек.

## Ликвидация
Вследствие экономического кризиса 1998 года на заводе произошли массовые сокращения рабочих, задержка выплат заработной платы доходила до нескольких месяцев. Завод был вынужден расплачиваться со своими рабочими собственной продукцией.
В январе 2000 г. кредиторская задолженность завода составляла более $14 млн, а производство было практически остановлено. В феврале 2000 г. контрольный пакет акций АО «СТАКС» выкупила финансово-промышленная группа компаний «МАИР», которая обязалась вложить в реконструкцию завода $20 млн.
На завод приезжали итальянские специалисты, которые пришли к выводу, что выпускаемый железный порошок не уступает по качеству шведскому и стоит при этом дешевле. Был подписан контракт между руководством ЗАО «Стакс» и итальянским концерном «Нексус», производящим детали для автомобилей.
Весной 2009 года завод был полностью остановлен.
В январе 2010 года решением Арбитражного суда Ростовской области завод был признан банкротом, было введено конкурсное производство.
На сайте промышленной группы МАИР значится, что завод по-прежнему существует:

Наиболее масштабным проектом стала реконструкция Сулинского металлургического завода стоимостью более 200 млн долларов. Цель проекта — создание на базе существующих мощностей металлургического производства стоимостью 700—800 млн.долларов. 3 марта 2009 года проект был успешно завершен — на производственных мощностях Сулинского металлургического завода стало возможным производить до 1 млн тонн стального металлопроката в год.

На деле от завода не осталось ровным счетом ничего: цеха были разрезаны и сданы в металлолом, производственные здания были проданы за бесценок. После всего завод был объявлен банкротом, в то время как такового имущества, которое возможно было бы использовать для расчета с кредиторами, на нем уже не было.

## После банкротства
В 2009 году по заявлению председателя Северо-Кавказского банка Сбербанка России Виктора Гаврилова была проведена прокурорская проверка, итогом которой было возбуждено уголовное дело о преднамеренном банкротстве СТАКСА и других предприятий, входивших в производственный холдинг МАИРа, с целью не возвращать кредиты и сохранить контроль над активами группы.
В 2010 году 75 % территории завода перешло «Сбербанк Капиталу» за долги ПГ «МАИРа»..
В начале 2011 г. против экс-директора завода СТАКС Сергея Мусатова было заведено уголовное дело за преднамеренное банкротство, в результате он был осужден Красносулинским городским судом лишением свободы сроком на 4 года и 6 месяцев.
К середине 2011 года «Сбербанк Капитал» заявил о намерении восстановить металлургический завод СТАКС. Однако, из-за нехватки имеющихся активов для запуска предприятия, к 2013 году воплотить эту идею в жизнь так и не удалось.
На официальном сайте компании «Сбербанк Капитал» говорится:
В мае 2010 г.
Сбербанк России заключил сделку с группой предприятий «МАИР» в целях урегулирования задолженности перед Сбербанком. В результате сделки ООО «Сбербанк Капитал» приобрело 77 % акций предприятия ЗАО «Русвтормет Центр», владеющего активами Георгиевского арматурного завода «Арзил» и металлургического завода (бывший «Стакс»), расположенного в г. Красный Сулин Ростовской области. В настоящее время принято решение о возобновлении производства. Ведется активная работа над получением инвестиционного кредита, необходимого для достройки и запуска завода.

## Состав
- Автотранспортный цех
- Доменный цех
- Кирпичный цех
- Копровый цех
- Костыльный цех
- Литейный цех
- Мартеновский цех
- Метизный цех
- Механический цех
- Окрасочный цех
- Огнеупорный цех
- Порошковый цех
- Прокатный цех
- Сварочный цех
- Литейный цех
- Сталепроволочный цех
- Электродный цех
- Электросталеплавильный цех.
- Энергетический цех
- Термоантрацитовый цех. /филиал в г.Новошахтинск был закрыт в 1967г./

## Продукция завода

### Основная продукция завода
- Производство стали
- Прокат
- Проволока
- Порошки железные марок ПЖВ, ПЖР(восстановленные и распыленные соответственно)
- Метизы
- Катанка
- Термоантрацит

### Товары народного потребления
- Электроды
- Приборы печные чугунные
- Изделия из проволоки и железных порошков
- Сковороды чугунные

## Директора завода
- ХХХХ-1904 гг. — Кинкель Герман Иванович
- 1904—1906 гг. — Шелгунов Николай Николаевич
- 1906—1907 гг. — Шилейко Михаил Антонович
- Июль 1906—1909 — Татаров Андрей Васильевич
- 1909—1918 гг. — Пастухов Сергей Николаевич
- ХХХХ-1934 гг. — Радченко Г. Г.
- 1934—1939 гг. — Соловьёв Иван Григорьевич
- 1939—1941 гг. — Блинников Б. С.
- 1950 — ХХХХ гг. — Сапрыкин Григорий Давыдович
- 1952—1968 гг. — Щербина Семен Филлипович
- 1968—1980 гг. — Смирнов Анатолий Иванович
- 1980—1981 гг. — Юренко Александр Сергеевич
- ХХХХ-ХХХХгг. — Каплунов Юрий Григорьевич
- 1981—2001 гг. — Чумаков Александр Федорович
- 2000—2001 гг. — Беленков Александр Геннадьевич
- 2001-2001 гг. Киреев
- 2001—2002 гг. — Барунов Георгий Яковлевич
- 2001—2002 гг. — Буцин Александр Александрович (первый директор ЗАО «СТАКС»)
- ХХХХ-XXXXгг. — Бадулин Евгений Николаевич (руководил ОАО «СМЗ» перед банкротством и в период внешнего управления)
- 2002-200X гг. — Бекетов Игорь Евгеньевич
- 200X—2009 гг. — Мусатов Сергей Константинович

## Главные инженеры завода
- 1900—1903 гг. — Корвин-Круковский Генрих Иосифович